# アラン・ペラン
アラン・ペラン（Alain Perrin、1956年10月7日 - ）は、フランス・オート＝ソーヌ県リュール出身のサッカー指導者。

## 経歴
創立間もないトロワACの監督に就任すると6年でリーグ・アンにまで導き2001年にはインタートトカップでニューカッスル・ユナイテッドを破り、UEFAカップに出場。その手腕を買われオリンピック・マルセイユの監督になりクラブを3位に導き翌年チャンピオンズ・リーグに初挑戦するもリーグ戦の成績不振で途中で解雇される。
ポーツマスの監督に就任するとフランス人選手を集めるも、イングランド人選手との間の亀裂と成績不振で解雇されてしまうが、FCソショーでフランス・カップを勝ち取り再び監督としての評価を上げた。
のちオリンピック・リヨンの監督になるが、フローラン・マルダ、エリック・アビダルが移籍しジュニーニョ・ペルナンブカーノとシドニー・ゴブの論争が表沙汰になるなど過渡期のクラブにおいてリーグ・アン7連覇を達成するも、UEFAチャンピオンズリーグでの成績と指導方法を理由にシーズン終了をもって解任された。
2008年11月、ローラン・ルセイを解任したASサンテティエンヌ監督に就任する。トッテナムを解雇された敏腕SDダミアン・コモリと共にチーム再建に取り組む方針だったが、崩壊寸前のチームを立て直すことが出来ず2009年12月15日、成績不振で解任されることとなった。
2010年以降はカタールのクラブで指揮を執っていた。2014年、中国代表監督に就任し、2015年1月、AFCアジアカップではベスト8進出へと導いた。だが中国代表はFIFAワールドカップ・アジア2次予選で香港に引き分けるなど苦戦が続いたため、2016年1月に解任された。

## エピソード
選手経験はなく、もともとは体育の先生だった。規律を重視し、しばしば選手ともめる事がある。

## 指導歴
- トロワAC 1993-2002
- オリンピック・マルセイユ 2002-2004
- アル・アインFC 2004
- ポーツマスFC 2005.4 - 2005.11
- FCソショー 2006 - 2007
- オリンピック・リヨン 2007-2008
- ASサンテティエンヌ 2008.11-2009.12
- アル・ホールSC 2010-2012
- U-23カタール代表 2012-2013
- アル・ガラファ 2012-2013
- ウム・サラルSC 2013
- 中国代表 2014-2016
- ASナンシー 2018-2019

## タイトル

### 指導者

#### クラブ
FCソショー
- クープ・ドゥ・フランス：2007

オリンピック・リヨン
- リーグ・アン：2007-2008
- クープ・ドゥ・フランス：2008